# Pollachius
El género Pollachius está formado por dos especies de peces marinos, Pollachius pollachius o abadejo y Pollachius virens o carbonero.
Ambas especies pueden alcanzar 1.10 m y pesar hasta 21 kg. Pertenecen al grupo denominado "peces blancos": tienen una  línea lateral bien definida, plateada en los costados y presentan un color verdoso oscuro con vientre blanco. Pueden encontrarse hasta a 180 m de profundidad, sobre lechos rocosos. En la costa norteamericana viven desde Carolina del Norte hasta el golfo de San Lorenzo. Son especies importantes en Nueva Inglaterra y el Atlántico Norte, aunque menos que la caballa y el atún. Su época de reproducción es finales de invierno y principio de primavera en el Banco Georges. La zona pesquera mayor y más importante para estas especies se encuentra en el mar de Bering, en Alaska.

## Pesca
El abadejo de Alaska es el mayor recurso de pesca para alimentación del mundo. En el Pacífico Norte, de Alaska al norte de Japón, se capturan anualmente más de 3 millones de toneladas de abadejo. Las capturas de las empresas pesqueras estadounidenses es de 1,5 millones de t/año, la mayoría en el mar de Bering.